# وانسبورو (کارولینای شمالی)
وانسبورو (به انگلیسی: Vanceboro) شهری در ایالت کارولینای شمالی کشور ایالات متحده آمریکا است که جمعیت آن در سرشماری سال ۲۰۱۰ میلادی، ۱٬۰۰۵ نفر بوده‌است.